# 4234 Evtushenko
A 4234 Evtushenko (ideiglenes jelöléssel 1978 JT1) egy kisbolygó a Naprendszerben. Nyikolaj Sztyepanovics Csernih fedezte fel 1978. május 6-án.